# Linea McNamara

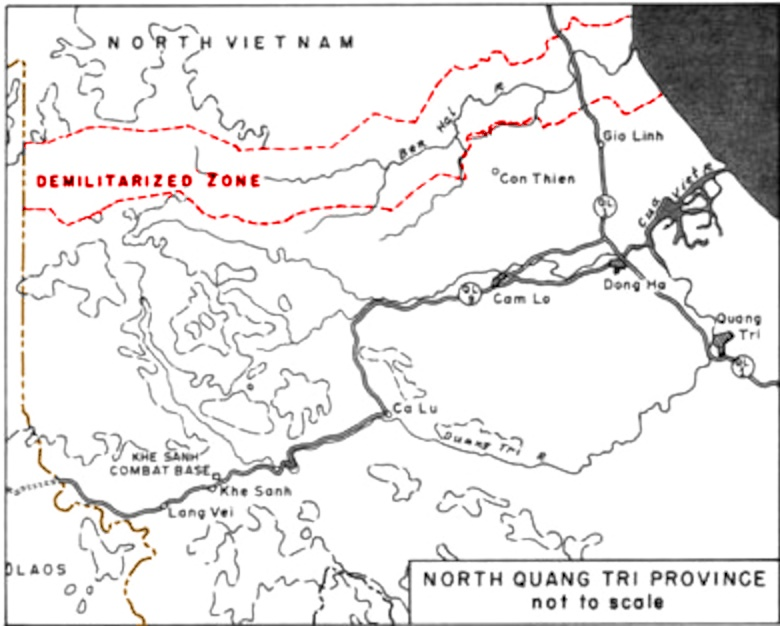
Mappa della provincia di Quang Tri e la zona demilitarizzata

La Linea McNamara, (McNamara Line, Project Practice Nine, Project Dye Marker e Project Muscle Shoals) fu il nome non ufficiale di una serie di progetti, parzialmente realizzati, di barriera minata difensiva, avviata negli Stati Uniti, tra il 1966 e il 1968, durante la guerra del Vietnam per evitare l'infiltrazione di forze dal Vietnam del Nord e Laos al Vietnam del Sud.

## Storia
Vari schemi erano stati proposti negli anni prima del 1965 per una linea difensiva al confine settentrionale del Sud Vietnam e nel sud-est del Laos. Questi sistemi erano in genere stati respinti a causa dei loro requisiti che richiedevano grandi quantità di personale militare per essere impiegati in posizioni statiche e perché qualsiasi barriera in Laos avrebbe incoraggiato i nord vietnamiti a distribuire le loro forze più in profondità nel territorio laotiano.
Nel dicembre del 1965, Robert McNamara si incontrò due volte con Carl Kaysen, un ex membro del consiglio nazionale di sicurezza ai tempi di Kennedy. Kaysen propose una barriera elettronica per limitare l'infiltrazione dal Vietnam del Nord. McNamara prese al volo l'idea e chiese a Kaysen di creare un progetto. A partire da gennaio, John McNaughton e un gruppo a Cambridge incluso Kaysen e Roger Fisher crearono il progetto che fu presentato a McNamara a marzo 1965 e poi fu presentato allo stato maggiore (Joint Chiefs of Staff) per un commento. La risposta dello stato maggiore fu che il progetto non era fattibile perché avrebbe avuto bisogno di un numero di truppe troppo alto, da dislocare lungo la barriera e si presentava di difficile costruzione e con problemi logistici.
Verso la fine del 1965 o all'inizio del 1966, Jerry Wiesner e George Kistiakowsky persuasero McNamara di sostenere un programma di studio estivo a Cambridge per un gruppo di 47 eminenti scienziati e accademici che fecero la divisione JASON dell'Istituto per Analisi della Difesa. L'oggetto dello studio era quello di trovare alternative alla campagna di bombardamenti nel Vietnam del Nord. Come Kaysen e gli altri coinvolti nel gruppo di Cambridge sono stati tutti i membri del JASON, anti-infiltrazione idee barriera sono stati iscritti all'ordine del giorno JASON.
Lo studio del gruppo JASON è iniziato il 16-25 giugno al Dana Hall School a Wellesley, Massachusetts. Gli edifici erano presidiati dalle 24 alle 7 nel corso della riunione e i partecipanti diedero il nulla osta di mantenere il segreto. Dopo gli incontri estivi, fu stilato un rapporto nel corso del mese di luglio e agosto.
Il rapporto JASON in agosto 1966 diceva che la campagna di bombardamenti contro il Vietnam del Nord era un fallimento perché non aveva "alcun effetto misurabile diretto sulla capacità di Hanoi di iniziare e sostenere le operazioni militari nel Sud". La loro relazione proponeva come alternativa due barriere difensive. La prima barriera doveva essere costruita dalla costa verso l'interno ad una certa distanza lungo la DMZ e avrebbe cercato di bloccare l'infiltrazione attraverso i mezzi convenzionali. La seconda barriera doveva essere costruita dalle zone remote occidentali del confine con il Laos e sarebbe stata una barriera di interdizione aerea, con mine e rilevazione elettronica che richiedeva un minimo di truppe per costruirla. Mentre la relazione JCS aveva suggerito la costruzione di una barriera in un tempo previsto fino a quattro anni, il rapporto JASON suggeriva che la barriera avrebbe potuto essere a posto con le risorse disponibili in un anno.
McNamara presentò la relazione del gruppo JASON allo stato maggiore riunito (JCS) nel settembre del 1966. Lo JCS consegnò la relazione al CINCPAC che rispose che la proposta della barriera era ancora impraticabile sia dalla manodopera che da punto di vista costruttivo. Il 15 settembre 1966, senza attendere la risposta dei JCS, McNamara ordinò che la proposta fosse attuata. Generale Alfred Starbird fu nominato capo della Task Force 728, con l'incarico di realizzare il progetto dal nome in codice Practice Nine. Due giorni dopo, i JCS riferì favorevolmente per la proposta già avviata.

## Barriera e costo
La barriera avrebbe dovuto essere costituita da 20.000 dispositivi sospesi di ascolto, combinati con 240 milioni di mine Gravel, 300 milioni di mine Button e 19.200 bombe a grappolo Sadeye, ad un costo di circa 1 miliardo di dollari all'anno, non incluso 1,6 miliardi di dollari per la ricerca e lo sviluppo e 600 milioni di dollari per la costruzione di un centro di comando in Thailandia.